# Modliškovice
Modliškovice jsou zaniklá tvrz asi 2,5 km jihozápadně od vesnice Skály v okrese Písek. Nachází se v malém lese u samoty 300 m jihovýchodně od zemědělského dvora Dvorce v nadmořské výšce 405 m. Od roku 1963 je chráněna jako kulturní památka. Dochovalo se z ní zemní opevnění a drobné fragmenty zdiva. Tvrziště je volně přístupné.

## Historie
Písemné prameny uvádějí pouze některé majitele, kteří používali predikát z Modlíškovic. V první třetině 14. století to byli snad otec a syn Ivan a Ctibor z Modlíškovic, který získal od krále Jana Lucemburského manství v Chřepicích. Tvrz v té době zřejmě nestála, protože ještě v roce 1383 je po smrti Ctiborova bratra Chvala zmiňován jen dvůr. Tehdy panství považované za odúmrť získal Vojtíšek Krčíně, ale Ctibor s Chvalovou dcerou se o majetek úspěšně soudili. Jejich rod potom Modliškovice vlastnil až do poloviny 15. století. Během té doby však přesídlil do Chřepic a zdejší tvrz byla opuštěna. Jako pustá se uvádí v roce 1457.

## Stavební podoba
Tvrziště má podobu čtyřúhelného pahorku se zaoblenými rohy a odděleného od okolí valem a příkopem, který byl na jihozápadní straně zdvojený. Na pahorku se dochovaly nevelké zbytky zdiva stavby s obdélným půdorysem.